# Distretto di Alto Molócuè
Il distretto di Alto Molócuè è un distretto del Mozambico, facente parte della Provincia di Zambezia.